# Latouchia hunanensis
Latouchia hunanensis is een spinnensoort in de taxonomische indeling van de valdeurspinnen (Ctenizidae).
Het dier behoort tot het geslacht Latouchia. De wetenschappelijke naam van de soort werd voor het eerst geldig gepubliceerd in 2002 door Yajun Xu, Chang-Min Yin & Y. H. Bao.